# Нощно кафене
Нощно кафене е картина на Винсент ван Гог от септември 1888 година и представя вътрешността на Кафе дьо ла Гар на площад Ламартин в Арл. Рисувана е по същото време когато ван Гог рисува и Тераса на нощно кафене. Картината се счита за един от шедьоврите на ван Гог и получава висока оценка от критиците. В картината той предава своите емоции и чувства. Това той прави с избора на цветовете, които имат символично значение и изразяват настроението в кафенето. Помещението в кървавочервено и матово жълто. Зеленият билярд по средата и зеленото на тавана придават болезнена чувствителност.

## История
На картината е изобразено гаровото кафене на града, което ван Гог добре познава. Той често рисува стопаните на кафенето: Жозеф-Мишел и неговата жена Мари Жино. Една от известните картини е „Арлезианката: Мадам Жино“. Ван Гог познава добре живота в подобни заведения и пише на брат си, че се опитва да изобрази място, на което човек или полудява или става престъпник и че той иска да изобрази страстта, движеща хората чрез червения и зеления цвят на картината.(Писмо 533). По-късно рисува картината с акварел.
- Арлезианката, мадам Жино, 1888
- Нощно кафене, акварел